# Hoofdzonde

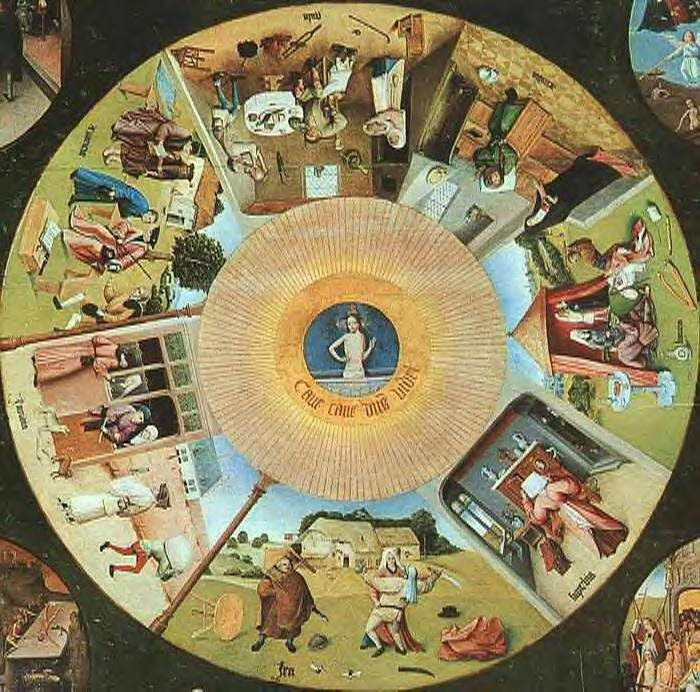
Jheronimus Bosch, De Zeven Hoofdzonden, detail. Eind 15e eeuw. Museo del Prado, Madrid.

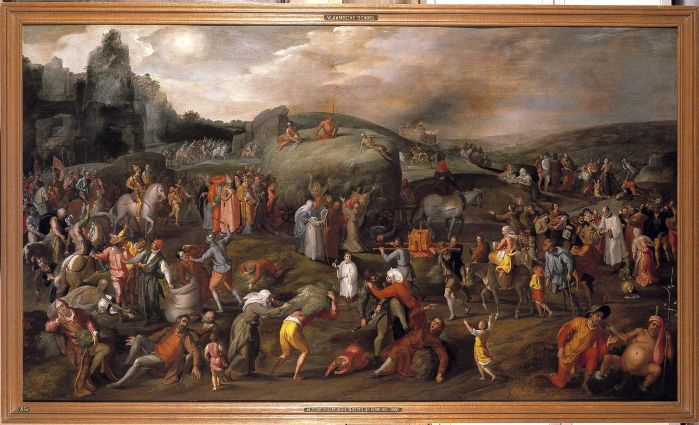
Gillis Mostaert, Hooiwagen. Tussen 1570 en 1579. Allegorie op de hoofdzonden. Museum Catharijneconvent, Utrecht

Hoofdzonde is een term die in de Katholieke Kerk wordt gebruikt, maar in oorsprong minstens teruggaat tot de oude Grieken. Het gaat hierbij om zeven zonden die ieder aan de basis liggen van vele andere zonden. Ze werden als lijst in de 6e eeuw opgesteld door paus Gregorius I, maar zijn al in de 4e eeuw door geestelijken in een gesystematiseerd overzicht beschreven. Met name de acht verleidingen van woestijnvader Evagrius van Pontus waren invloedrijk. In de Bijbel zijn verschillende opsommingen van zonden te vinden, die echter niet overeenkomen met de lijst van de zeven hoofdzonden.
Het begrip hoofdzonde wordt weleens verward met het begrip doodzonde of zware zonde.
De zeven hoofdzonden zijn:
1. Superbia (hoogmoed - hovaardigheid - ijdelheid - trots)
2. Avaritia (hebzucht - gierigheid)
3. Luxuria (onkuisheid - lust - wellust)
4. Invidia (nijd - jaloezie - afgunst)
5. Gula (onmatigheid - gulzigheid - vraatzucht)
6. Ira (woede - toorn - wraak - gramschap)
7. Acedia (gemakzucht - traagheid - luiheid - vadsigheid), afkomstig van het Griekse "ἀκηδία"

Naast de zeven hoofdzonden is er een opsomming van hun tegenhangers: de zeven deugden.

## De zonden
De lijst met de geassocieerde demonen werd in 1589 opgesteld door de Duitse theoloog Peter Binsfeld.

### Superbia

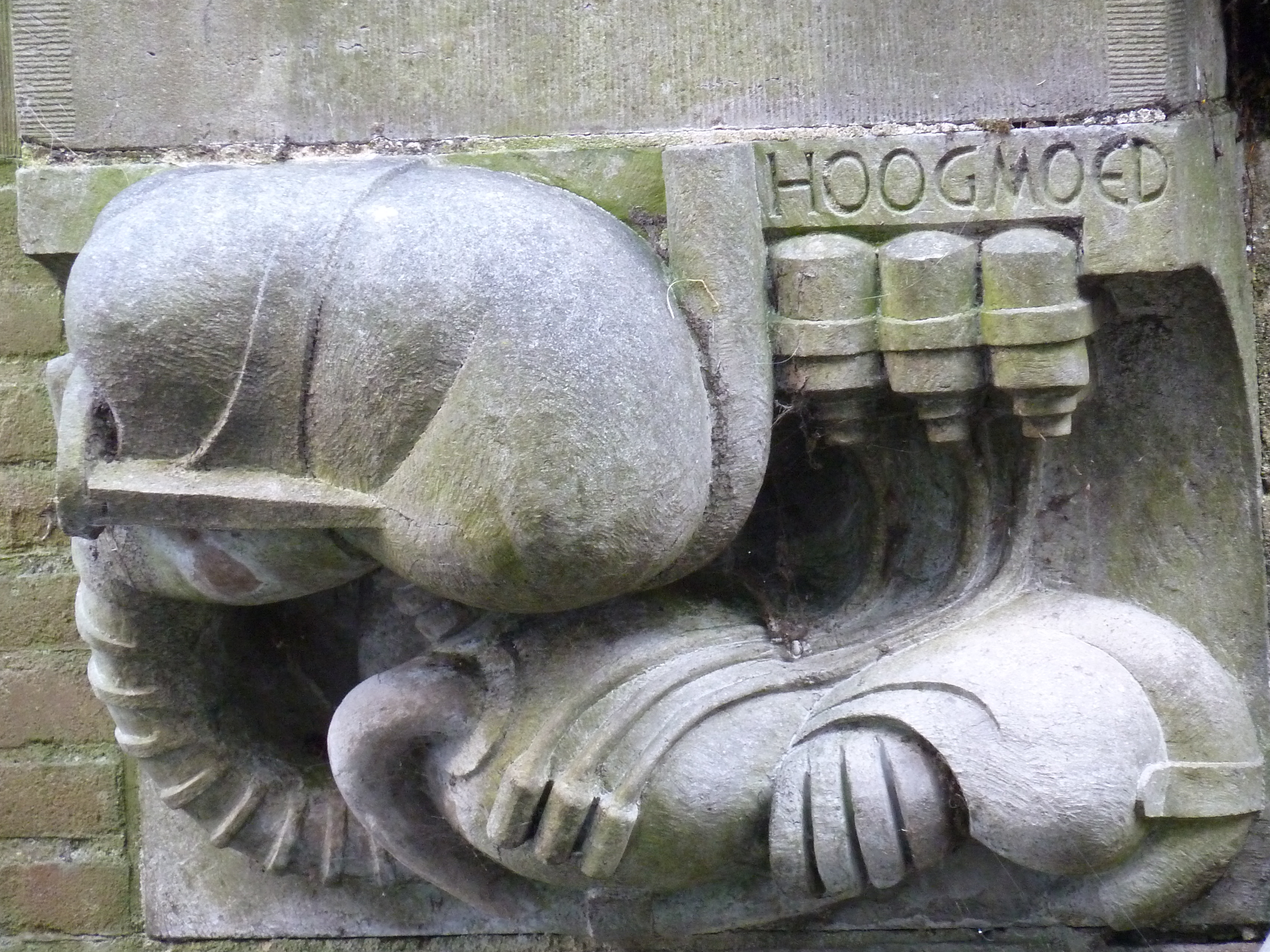
Hoogmoed, verbeeld in een lantaarnconsole

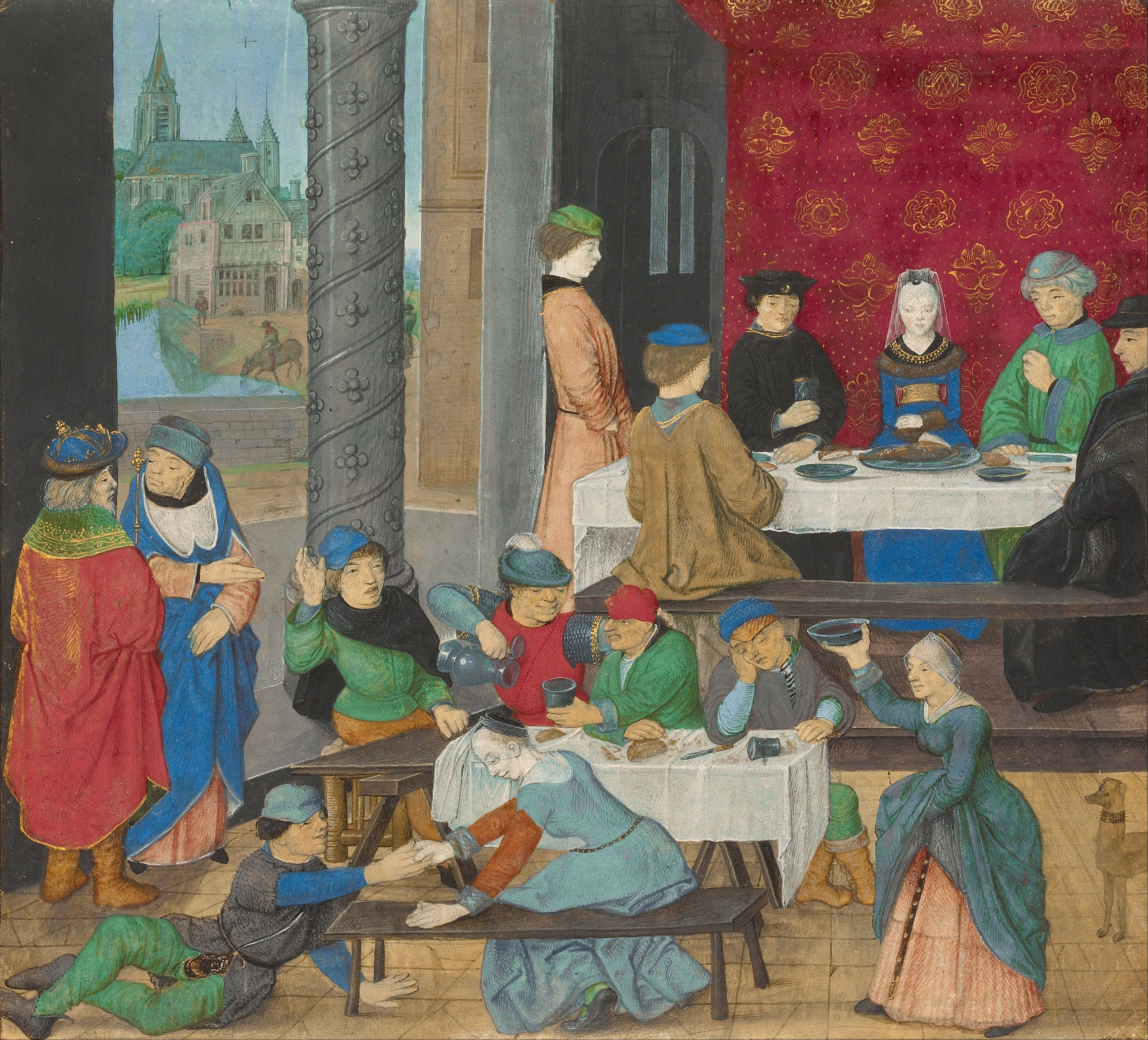
Valerius Maximus wijst keizer Tiberius op de waarde van matigheid, in contrast met de chaos van onmatigheid. Van de hand van een Vlaamse miniaturist (ca. 1500). J. Paul Getty Museum, Ms.43.

Superbia, de Latijnse benaming voor hoogmoed of ijdelheid. Het wordt beschouwd als de ergste van de zeven zonden en eveneens de eerste: alle andere zonden komen uit superbia voort. Met superbia wordt het verlangen om belangrijker of aantrekkelijker te zijn bedoeld, of een liefde voor zichzelf. Het bekendste verhaal over ijdelheid is het verhaal van Lucifer. De ijdelheid veroorzaakte zijn vertrek uit de hemel en zijn transformatie in Satan. 
Ook narcisme vloeit uit deze zonde voort. 
Typerende demon: Lucifer

### Avaritia
Avaritia, de Latijnse benaming voor hebzucht, is het verlangen naar macht, geld, rijkdom of bezittingen, met name als door het bezit van een van deze men een ander hetzelfde bezit ontzegt. De misdaden die hieruit voortkomen zijn ontrouw, verraad, omkoping en diefstal. Ze ontstaan door geweld, manipulatie of de autoriteit van de zondaar. Ook wordt simonie tot deze hoofdzonde gerekend.
Typerende demon: Mammon

### Luxuria
Luxuria, de Latijnse benaming voor onkuisheid, lust of wellust. Beschouwd als een ongewenst derivaat voortkomend uit de voortplantingsdrift.
De bijbehorende symbolen zijn de demon Asmodeus en de dieren stier en geit.
Typerende demon: Asmodeus

### Invidia
Invidia, de Latijnse benaming voor afgunst, jaloezie, nijd.
Bijbehorende symbolen zijn de demon Leviathan en de dieren hond en slang.
Typerende demon: Leviathan

### Gula
Gula, de Latijnse benaming voor onmatigheid, gulzigheid of vraatzucht.
Bijbehorende symbolen zijn de demon Beëlzebub en de dieren varken en beer.
Typerende demon: Beëlzebub

### Ira
Ira, de Latijnse benaming voor woede, gramschap, toorn of wraak.
Bijbehorende symbolen zijn de demon Satan en de dieren beer en leeuw.
Typerende demon: Satan

### Acedia
Acedia, de Latijnse benaming voor gemakzucht, traagheid, luiheid of vadsigheid.
Bijbehorende symbolen zijn de demon Belfagor en de dieren geit en ezel.
Typerende demon: Belfagor

## De zeven hoofdzonden in de kunst

### Beeldende kunst
De zeven hoofdzonden zijn door vele schilders uitgebeeld. 
 Giotto was een van de vroegste schilders die zowel deugden als ondeugden vastlegden. In 1302/1303 maakte hij fresco's van deze onderwerpen in de Cappella degli Scrovegni in Padua (stad). Enige tijd later (1338/1339) gebruikte Ambrogio Lorenzetti in het Palazzo Pubblico in Siena (stad) afbeeldingen van deugden en ondeugden in de fresco's: Allegorie van goed en van slecht bestuur.
Een van de bekendste voorbeelden is een schilderij van Jheronimus Bosch, uit het eind van de 15e eeuw, in het Prado in Madrid (zie begin van dit artikel) en een ander schilderij van zijn hand, De zeven hoofdzonden in een wereldbol. In Utrecht zijn de hoofdzonden verwerkt in zeven lantaarnconsoles aan de Drift.
James Ensor, Jules Van Paemel en André Lambert waren grafisch kunstenaars die alle een suite met etsen aan het thema hebben gewijd. 
De Nederlandse kunstenaar Diddo wijdde in 2012 een kunstwerk aan hebzucht (The Cure for Greed).

### Film en televisie
- Les sept péchés capitaux (De zeven hoofdzonden) is een film van Claude Chabrol uit 1962.
- In de film Se7en uit 1995 vormen de zeven hoofdzonden de rode draad.
- In La Grande Bouffe uit 1973 worden de zonden door de vier hoofdrolspelers van de film uitgebeeld.
- In de manga en anime Fullmetal Alchemist worden de zeven hoofdzonden belichaamd door homunculi.
- In de film Anubis en het pad der 7 zonden moeten de Anubis-bewoners de zeven zonden doorstaan om Nienke te redden van de graaf zonder hart.
- In de manga en anime The seven deadly sins worden de hoofdzonden belichaamd door de hoofdpersonen.
- In de Belgische film Patser uit 2018 worden de zeven hoofdzonden als basis voor de film gebruikt.
- In de Amerikaanse DC cinematic universe superhelden film Shazam staan de zeven zonden ook centraal als aartsvijanden van Shazam en bondgenoten van dokter Sivana.

### Theater
Bekend is ook het muziektheaterstuk (ballet en zang) Die sieben Todsünden der Kleinbürger van Kurt Weill en Bertolt Brecht.